# Alain de Larrivour
Pour les articles homonymes, voir Alain.
Alain de Larrivour († 1182) est une personnalité religieuse française du XIIe siècle, 1er abbé de N-D de Larrivour (1140-1152) puis 54e évêque d'Auxerre (1152-1167).
Il est également connu comme Alain de Flandre et Alain de Clairvaux.

## Biographie
Alain est originaire de Flandre — d'où l'un de ses noms usuels —, probablement natif de Lille où il a étudié la dialectique, sous Raimbert ou sous un disciple de ce maître.
De la vie estudiantine, il passe à la vie monacale en venant, jeune, à l'abbaye de Clairvaux où il reçoit l'habit des mains de saint Bernard de Clairvaux. 

### Abbé de Notre-Dame de Larrivour
En 1139, saint Bernard le choisit pour abbé de sa nouvelle abbaye cistercienne Notre-Dame de Larrivour, qu'il fonde en 1140 sur l'actuelle commune de Lusigny-sur-Barse dans l'Aube ; Alain occupe cette charge jusqu'en 1152.
Il la quitte pour l'évêché d'Auxerre, qui lui échoit par des chemins détournés.

## Épiscopat

### Des élections troublées
En 1151, l'évêque d'Auxerre Hugues de Mâcon décède. L'élection de son successeur, compliquée par des factions divergentes, amène le pape à intervenir. Saint Bernard écrit à propos de ces élections dans plusieurs de ses lettres.
Peu après la mort de Hugues de Mâcon, le neveu de ce dernier s'oppose à ce qu'une élection se tienne avant son retour de Rome où il doit aller pour obtenir confirmation de la prévôté et autres bénéfices. Le clergé passe outre et élit une personne dont le nom ne nous est pas parvenu mais à propos duquel saint Bernard précise qu'il a recueilli les votes de neuf diacres, onze prêtres et de plusieurs votants d'ordres inférieurs —  l'archiprêtre restant neutre. Sur quoi, le neveu fait procéder à une seconde élection, mise en œuvre par son confident le chanoine Étienne, le chantre, l'archidiacre et un prêtre nommé Hugues ; un certain Geoffroy ou Godefroy est élu, qui pourrait être le prieur de Claivaux, frère du chanoine Hugues chancelier.
De grandes protestations s'élèvent alors. Les tenants de la première élection, notamment le doyen de Saint-Père et le prieur de Saint-Eusèbe ainsi que l'abbé de Saint-Laurent, veulent aller à Rome faire confirmer la première élection par le pape (Eugène III, 1145-1153) mais le comte Guillaume III (1147-1161) les en empêche sous la menace, poussé (ou soutenu) par les parties adverses dont le but n'est pas de faire accepter Godefroy mais d'amener le pape à refuser les deux élections et de faire élire la personne qu'ils désirent voir en place. On ne sait pas qui est cette personne ; on sait seulement qui cette faction voulait ne pas avoir : l'abbé de Régny, qui semble-t-il était de caractère assez fort pour résister au comte et s'opposer aux violences de ce dernier. Cependant la faction du comte commet l'erreur de demander à saint Bernard de promouvoir Godefroy auprès du pape ; intrigué, Bernard envoie un moine à Auxerre avec mission de découvrir les faits puis informe le pape du résultat de l'enquête. 
Eugène III nomme trois commissaires chargés de régler cette affaire d'élection selon leur bon jugement. Mais il penche pour l'un des élus et en fait part à saint Bernard, et à une autre personne qui divulgue cette préférence papale. Des rumeurs malveillantes se propagent sur une entente entre le pape et saint Bernard, mais la personne de leur choix, qui est probablement l'abbé de Régny, a bonne réputation et seul le comte trouve à y redire haut et fort.
Finalement une troisième élection a lieu. Bernard est présent, et elle se déroule paisiblement. Alain de Larrivour est élu ; il est la troisième personne que le pape a proposé.
Dernier rebondissement de cette élection mouvementée : le roi Louis le Jeune proteste de ce que le pape Eugène III se soit mêlé d'une élection au cœur de son royaume, et que sa permission n'ait pas été demandée (au moins pour la troisième élection). Il est supposé confirmer l'élection mais réagit par le silence. Saint Bernard doit lui écrire pour lui demander de confirmer Alain, ajoutant que tarder encore serait le plus grand déplaisir qu'il recevrait du roi ; il va jusqu'à se porter caution pour Alain et rassure le roi sur la fidélité de l'élu à son service. Alain est finalement confirmé par le roi en novembre, avec une incertitude quant à l'année : la chronique d'Auxerre indique « la même année que la mort de saint Bernard », soit 1153 ; la chronique d'Albéric indique 1152 et Lebeuf confirme Albéric en s'appuyant sur plusieurs indices.

Il doit malgré tout attendre quatre ans l'hommage qui lui est dû par le seigneur d'Auxerre, en l'occurrence le comte Guillaume III. Enfin en 1157 le comte s'exécute et déclare qu'il tient de l'évêque en fief tout Auxerre, sauf les remparts de la ville (qui sont au roi) et un lieu situé en rive droite de l'Yonne et qui appartient au fief du duc de Bourgogne,.

### Politique
Dès son entrée en fonction, le pape Eugène III l'avertit de s'opposer à la construction par Adam seigneur de la Marche d'une forteresse à La Charité. Les ancêtres d'Adam avaient eu des relations très perturbées avec le prieuré de La Charité, mais depuis plusieurs générations ils semblaient assagis. Cependant, quand en 1148 Adam veut reconstruire le château de ses ancêtres pour protéger la ville, le prieur du monastère de La Charité, qui avait tant souffert des déprédations passées de la famille, s'y oppose ; il prend appui sur une bulle de Calixte II selon laquelle aucune forteresse dépendant d'un siège laïc ne doit être construite « dans les limites, justices et exemptions du prieuré ». Adam essaie de passer outre mais en 1149 Eugène III lui fait parvenir un bref par l'intermédiaire d'Alain, qui lui signifie en 1149 de démolir les constructions déjà commencées. Adam obtempère.
Du temps de son prédécesseur Hugues de Mâcon, une dispute s'est élevée entre Pierre le Vénérable, abbé de Cluny, et les moines de l'abbaye de Saint-Germain. Pierre de Cluny s'est plaint au pape Eugène III (1145-1153) de ce qu'Ardouin ait été élu abbé de Saint-Germain sans son aveu, et que par la faute de l'évêque (Hugues de Mâcon) qui, selon l'abbé de Cluny, œuvrait pour affermir son pouvoir sur Saint-Germain, ni l'abbé ni les religieux de cette abbaye ne reconnaissaient son autorité à lui abbé de Cluny, quant aux règles monastiques. Ce faisant, Pierre le Vénérable se réfère à une période de décadence à Saint-Germain remontant au Xe siècle et qui s'est terminée avec l'intervention de saint Mayeul abbé de Cluny sur la demande du duc de Bourgogne Henri. Cependant Saint-Germain a obtenu le privilège royal d'élire son abbé en 994, ce qui laisse supposer que l'abbaye a dès la fin du Xe siècle regagné la confiance des grands ; la revendication de Pierre le Vénérable apparaît donc clairement motivée par des questions de pouvoir. C'est en tout cas ce que pense Alain, qui se penche sur cette affaire dès son arrivée en poste et se plaint au pape Anastase IV (avr. 1153-déc. 1154) de ce que Pierre le Vénérable outrepasse son autorité et usurpe la sienne, lui évêque. En avril 1154 Anastase IV émet une bulle confirmant l'évêque Alain dans tous ses droits sur l'abbaye Saint-Germain, signalant que ce faisant, lui-même suit l'exemple de son prédécesseur Eugène III (qui avait donc donné les mêmes consignes), et pour lever toute ambiguïté il ordonne clairement à l'abbaye de ne pas recevoir le bâton abbatial des mains de l'abbé de Cluny.
Alain a aussi des démêlés avec Guillaume IV, comte d'Auxerre (1161-1168) et fils du comte Guillaume III. Guillaume le Jeune est en guerre contre Renard IV, comte de Joigny et le Étienne Ier, comte de Sancerre. Son armée ravage les terres, en particulier Varzy (dont le château de Varzy) et Appoigny (dont le château de Regennes), et celles de chanoines et autres gens d’Église. De plus, comme le comte Guillaume refuse de rendre hommage à l'évêque, certains gentilshommes (le comte de La Ferté-Loupière est cité parmi ceux-là) l'imitent. Par chance le pape Alexandre III (1159-1181), en visite (exilé) en France, réside à Sens. Alain profite d'une visite de Louis VII pour présenter sa plainte aux deux personnages en même temps. Le pape charge Hugues de Toucy, archevêque de Sens, de régler cette affaire. Il ne faut pas moins de trois convocations du comte devant l'archevêque, cinq lettres d'Alain au roi, et d'autres interventions, pour en finir.
Entre ces deux affaires avec les Guillaume de Nevers, Alain doit redoubler de vigilance sur son temporel. Certains de ses vassaux s'enfuient sur les terres de seigneurs voisins, qui ne veulent pas les lui rendre sans jugement par le duel. Alain s'en plaint à Alexandre III, qui l'autorise à poursuivre ces seigneurs en justice.
Conjointement avec Henri de France archevêque de Reims (1162 1175), il instruit la déposition de l'abbé de Clairvaux, qui se passe pendant le séjour du pape Alexandre III en France.
Le comte d'Auxerre prête main-forte aux habitants de Vézelay lorsque ceux-ci se révoltent contre leur seigneur l'abbaye de Vézelay et son abbé Ponce. Le roi marche sur Auxerre pour le punir. Le comte demande à Alain de pacifier le roi, ce qu'Alain fait.

### Revenus, donations et fondations
Il accroît notablement les revenus de l'évêché et reçoit différentes reconnaissances et hommages, à Varzy et ailleurs. Pourtant il est généreux avec les établissements religieux en difficulté dans son diocèse, et les aide volontiers financièrement. 
Sur la demande de Hugues abbé de Saint-Laurent-près-Cosne, il donne en 1159 au prieuré Saint-Eusèbe, qui dépend de Saint-Laurent, le revenu d'un an de chaque prébende de la cathédrale à partir du jour où la charge correspondante est vacante. En 1163 il confirme les donations que son prédécesseur Hugues a faites, sans les avoir enregistrées, aux prémontrés de l'abbaye Saint-Marien et y ajoute l'église de Taingy. Le prieuré Notre-Dame de La Charité-sur-Loire a également confirmation de don de nombreuses églises et reçoit en sus la jouissance des dîmes que les laïcs leur laissent des églises soustraites autrefois au chapitre de Saint-Étienne.
Afin d'accroître le culte dans l'église Saint-Amâtre, il cherche à la réunir à une abbaye appartenant à l'ordre de Saint-Augustin depuis au moins 30 ans ; il choisit finalement l'abbaye Saint-Satur du diocèse de Bourges et la réunion est faite en 1163. 
Suivant le souhait du chapitre de Saint-Étienne, il supprime la charge de prévôt en 1166.
Alain fait construire une maison en pierre dans le vallon de la chapelle de Saint-André. À Gy il fait bâtir une chapelle et plusieurs maisons et y fait planter de la vigne.

### Hors diocèse
Il est appelé à assister au concile de Moret, qui a lieu peu après son élection, avec Hugues de Toucy archevêque de Sens (1142-~1168) et Thibaud évêque de Paris (~1143-1159). Il est témoin du jugement par lequel le roi Louis le Jeune restitue à Godefroy évêque de Langres (1138-1163) les possessions dont Hugues III duc de Bourgogne l'avait dépouillé.
En 1153 il souscrit à la fondation de l'abbaye de Clermarais, diocèse de Saint-Omer.
Le pape Adrien IV (décembre 1154 – septembre 1159) charge Alain de plusieurs commissions. Entre autres, il le charge de faire un accord entre les moines de La Charité et les chanoines de Château-Renard au sujet d'une prébende, accord signé en 1154 ; ou encore Alain va à Meaux pour juger les procès des religieux de Rueil avec les chanoines de Saint-Nicolas, de la Ferté-sous-Jouarre.
En 1160 des bruits se répandent selon lesquels la tête de sainte Geneviève aurait été volée. Louis VII le nomme avec l'archevêque de Sens Hugues de Toucy, pour faire la vérification. Le 10 janvier 1161 il est donc présent à l'ouverture de la châsse de sainte Geneviève.
En 1162 il va avec 10 autres prélats à Montpellier à la rencontre du pape Alexandre III qui, fuyant la guerre que lui fait Barberousse, se réfugie en France à partir de cette année-là.

### Démission
Il semble qu'Alain ait pensé à se démettre de ses fonctions dès 1166, car lorsqu'il supprime la charge de prévôt il pense déjà à fonder la commémoration de son anniversaire (de décès), une fondation qu'il inclut dans l'acte concernant la prévôté. Cette année-là il fonde aussi son anniversaire dans l'église Saint-Germain, financé par 100 sols de rente sur la cure de Saint-Loup.
L'archevêque de Sens reçoit sa démission. Il est peu probable qu'Alain en ait demandé la permission au pape malgré le fait que le livre des sépultures de Clairvaux affirme qu'il l'ait fait ; car lorsque l'archevêque de Tours reçoit le même acte de démission de la part de l'évêque de Dol, le chapitre de Dol écrit à Innocent III (1179-1180) que l'archevêque est en faute si on s'en réfère à ce qu'a dit le pape Alexandre III (1159-1181) au sujet de l'archevêque de Sens lorsque ce dernier a accepté la démission d'Alain sans le consentement papal. Précisons que Innocent III est lui-même ce qui est de nos jours appelé un antipape et renonce à sa charge en juin 1180 ; ses décisions en matière d'élections et de démissions sont donc sujettes à débat.
Alain se retire à l'abbaye de Clairvaux en 1167. De là il visite occasionnellement l'abbaye Notre-Dame de Larrivour, où il rédige son testament en 1182. Il écrit aussi la vie de saint Bernard, qu'il abrège ensuite et corrige selon les indications de Geoffroy évêque de Langres (1138-1163), ami de Bernard ; il la dédie à Pierre de Celle, abbé de Saint-Pierre de Montier-la-Celle puis de Saint-Remi de Reims, et enfin évêque de Chartres,.

### Décès
Alain meurt le 11 ou le 14 octobre 1182.
Il est enterré à Clairvaux, dans la partie nord de la croisée de l'église, à droite de la sépulture de Geoffroy évêque de Langres
.